# フェイム・スタジオ
フェイム・スタジオ(FAME Studios)は、アメリカ合衆国アラバマ州マッスルショールズの録音スタジオである。

## 歴史
フェイム・スタジオは、フローレンス・アラバマ・ミュージック・エンタープライゼズの略であり、リック・ホールによって1959年にアラバマ州フローレンスに設立された。翌1960年、テネシー川を挟んだ隣町、マッスルショールズに移転している。リック・ホールはカントリー・バンドで演奏していた音楽家だったが、ダン・ペンがボビー・ブルー・ブランドの曲を聴かせたことで、ホールはR&Bを録音することを決断したという。初期のハウス・バンドにはロジャー・ホーキンス、デヴィッド・フッド、ジミー・ジョンソンらがいた。フェイム・スタジオで録音をおこなったミュージシャンには、ジミー・ヒューズ、クラレンス・カーター、キャンディ・ステイトンらがいる。